# Carlos Ribeiro
Carlos Ribeiro (Lisboa, 21 de diciembre de 1813 - ibídem, 13 de noviembre de 1882) fue un geólogo portugués, pionero de los estudios geológicos, antropológicos y arqueológicos en Portugal.

## Biografía
En 1837 terminó sus estudios de ingeniería y artillería, después de haber estudiado en la Academia Real de Marinha y en la Escola do Exército.
En 1845, la Companhia das Obras Públicas le encargó supervisar la construcción del camino que unía Lisboa con Caldas da Rainha y más adelante, la construcción del camino que uniría Carvalhos y Ponte do Vouga, aunque estas labores se vieron interrumpidas por la Revolución de Maria da Fonte.
Entre 1852 y 1857, se encargó de realizar la cartografía geológica de la región portuguesa comprendida entre los ríos Tajo y Duero y de la zona del Alentejo. En 1857 fue nombrado, junto con Pereira da Costa, director de la Comissão Geológica do Reino.
Desde 1863 se interesó en la arqueología. Descubrió el conchero de Muge, un importante Køkkenmødding mesolítico, restos humanos, fósiles y huesos y piedras talladas en el valle del río Tajo, lo que permitió reconstruir el modo de vida de los habitantes prehistóricos de la zona. También descubrió el Castro o Población Fortificada del Neolítico-Calcolítico (antigüedad entre 3000 a 2000 a. C.) de Leceia (Oeiras, distrito de Lisboa).
En 1876 publicó, con la colaboración de Nery Delgado, el primer mapa geológico de Portugal, a escala 1:500 000.